# Palaquium lanceolatum
Palaquium lanceolatum är en tvåhjärtbladig växtart som beskrevs av Francisco Manuel Blanco. Palaquium lanceolatum ingår i släktet Palaquium och familjen Sapotaceae.
Artens utbredningsområde är Filippinerna. Inga underarter finns listade i Catalogue of Life.